# Moulins de Consuegra
Pour les articles homonymes, voir Consuegra (homonymie).
Les moulins de Consuegra constituent un ensemble remarquable de douze moulins à vent du XVIe siècle, comptant parmi les mieux conservés d'Espagne. Ils se situent sur la colline de Calderico, dans la commune de Consuegra, en Castille-La Manche.

## Présentation
Bien que les moulins à vent se soient généralisés en Europe vers le XIIe siècle, ils ne font leur apparition dans La Manche (de l'arabe Al-Ansha, terre sèche ou terre sans eau) que dans la seconde moitié du XVIe siècle. Dans cette région de quasi monoculture de céréales, les rivières ne pouvaient fournir l'énergie suffisante pour moudre le grain, c'est donc vers l'énergie éolienne qu'on se tourna. Une fois la coupole orientée et les croix en forme de X dirigées vers le vent, on couvrait celles-ci de toiles de voile. Le mouvement obtenu était transmis à l'axe qui le communiquait, à travers une série de mécanismes, à deux meules qui broyaient le blé et le transformaient ainsi en farine.
Au nombre de treize à l'origine, les moulins à vent de Consuegra ne sont plus que douze aujourd'hui. Ils ont été bâtis à la fin du XVIe siècle à l'initiative de l'Ordre de Saint-Jean de Jérusalem, de part et d'autre du château de la Muela qu'il occupait, en alignement sur la crête de la colline de Calderico, qui domine la ville. Chacun d'entre eux a reçu le nom d'un des personnages de Don Quichotte, roman de Cervantes avec, du nord au sud : le Bolero, Mambrino, Sancho, Mochilas, Vista Alegre, le château de la Muela puis le Cardeño, Alcancía, Chispas, Caballero del Verde Gabán, Rucio, Espartero, Clavileño. Exploités par des meuniers, ils se transmettaient de père en fils, de génération en génération.
Quatre d'entre eux possèdent un mécanisme en bon état : le Sancho, le Rucio, le Bolero et l'Espartero. Mais le plus intéressant est sans doute le Sancho, qui a conservé l'ensemble de ses machines d'origine en parfait état de fonctionnement. De fait, lors de la fête de la Rose du Safran, qui a lieu le dernier week-end d'octobre, il est remis en route et le blé broyé sous sa meule, surnommée Catalina, est ensaché et distribué par guichet aux visiteurs, dont le nombre avoisine les 3 000. Cet acte symbolique, appelé Broyage de la Paix, est un évènement médiatique qui attire des personnalités du monde de la culture et de la communication.

## Galerie

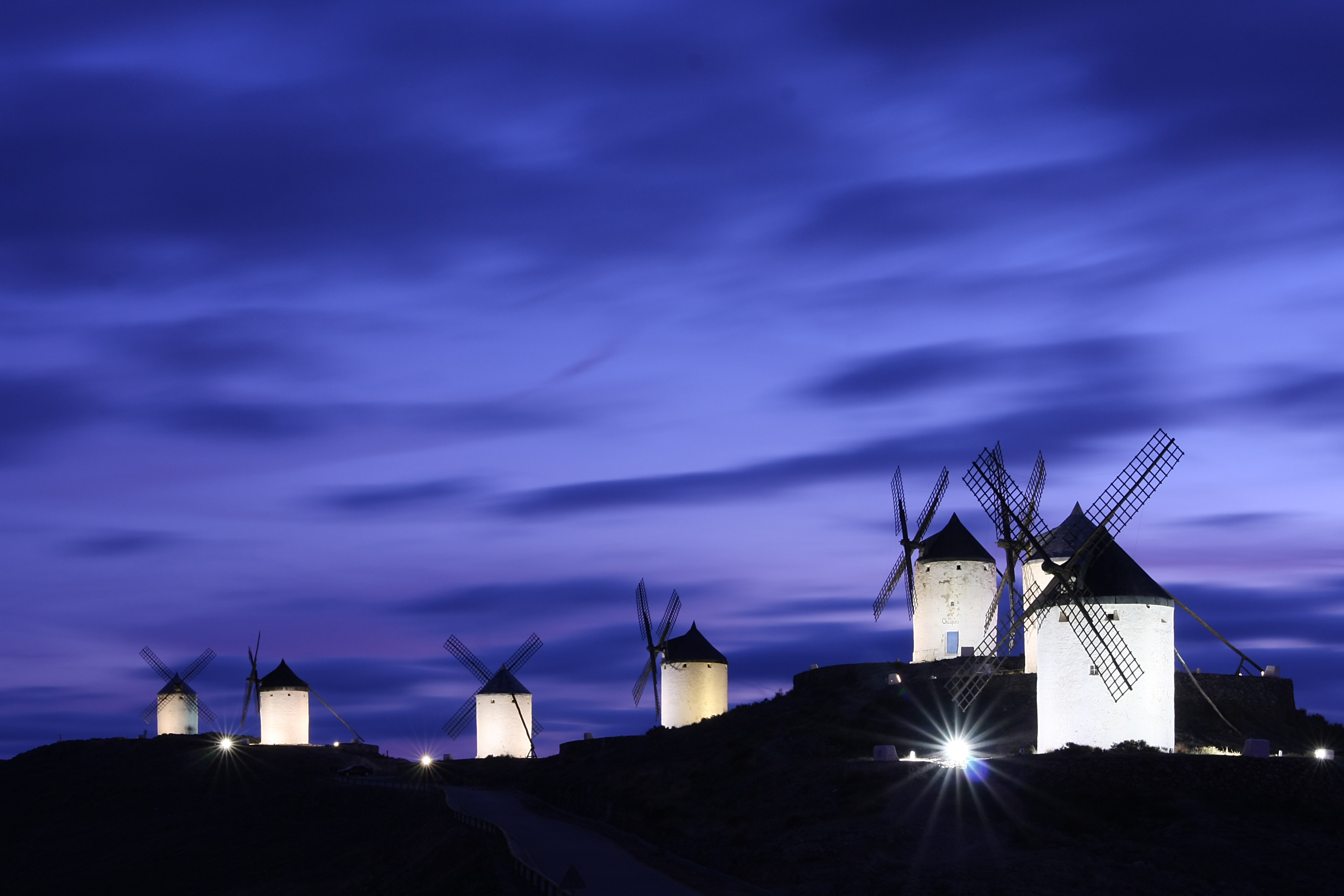
Sept moulins de nuit
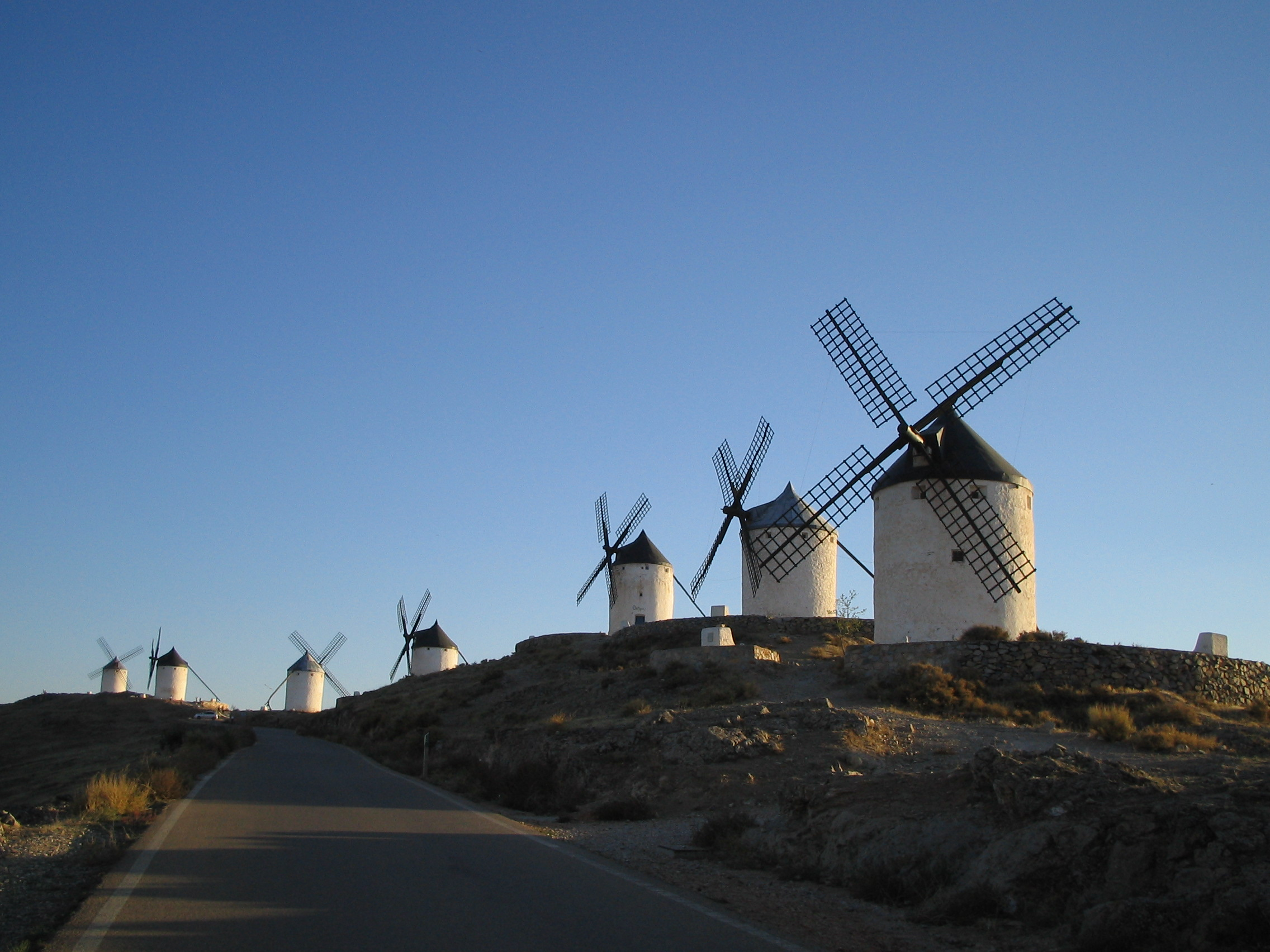
Les mêmes, de jour
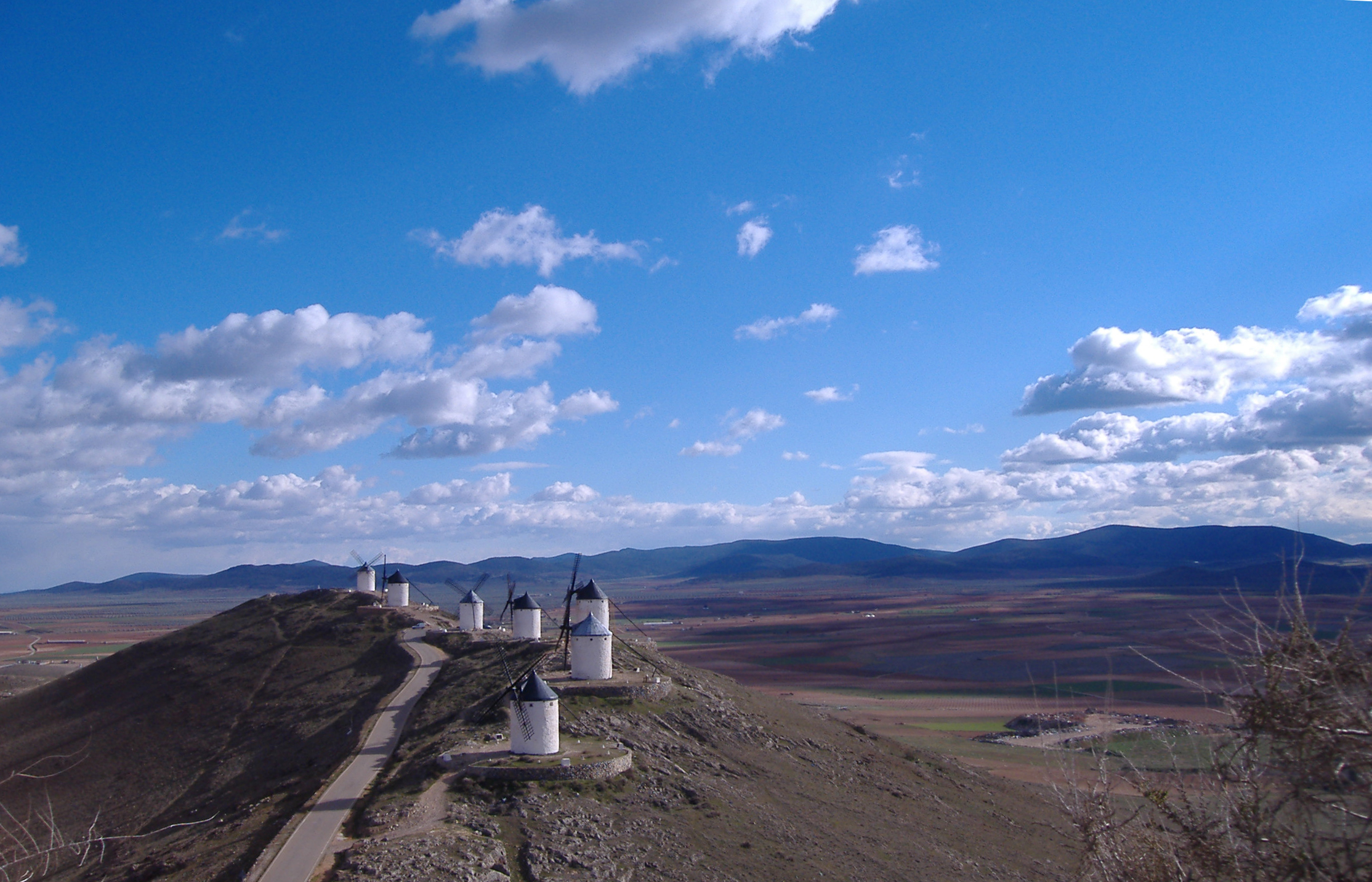
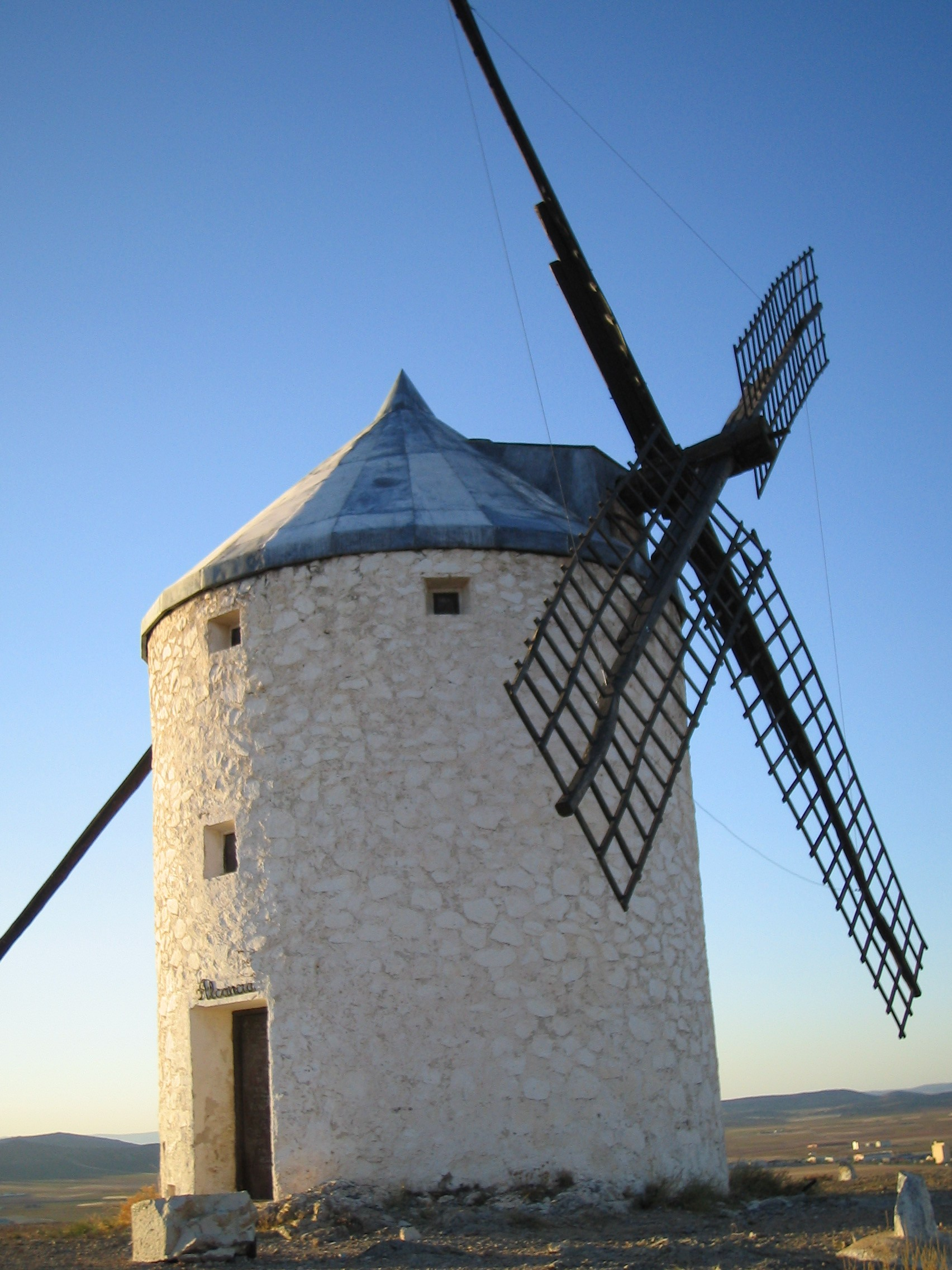
Moulin Alcancía
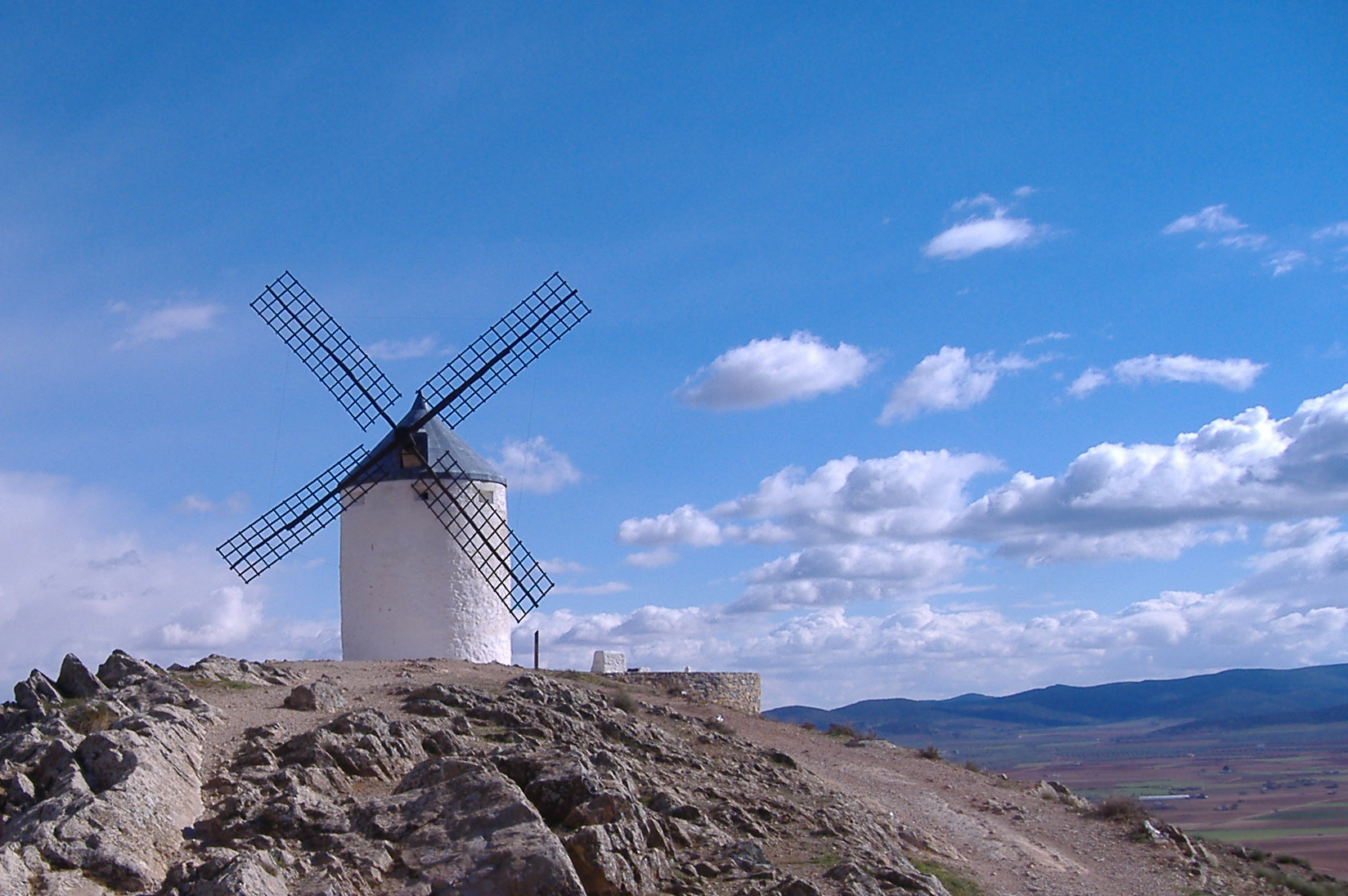
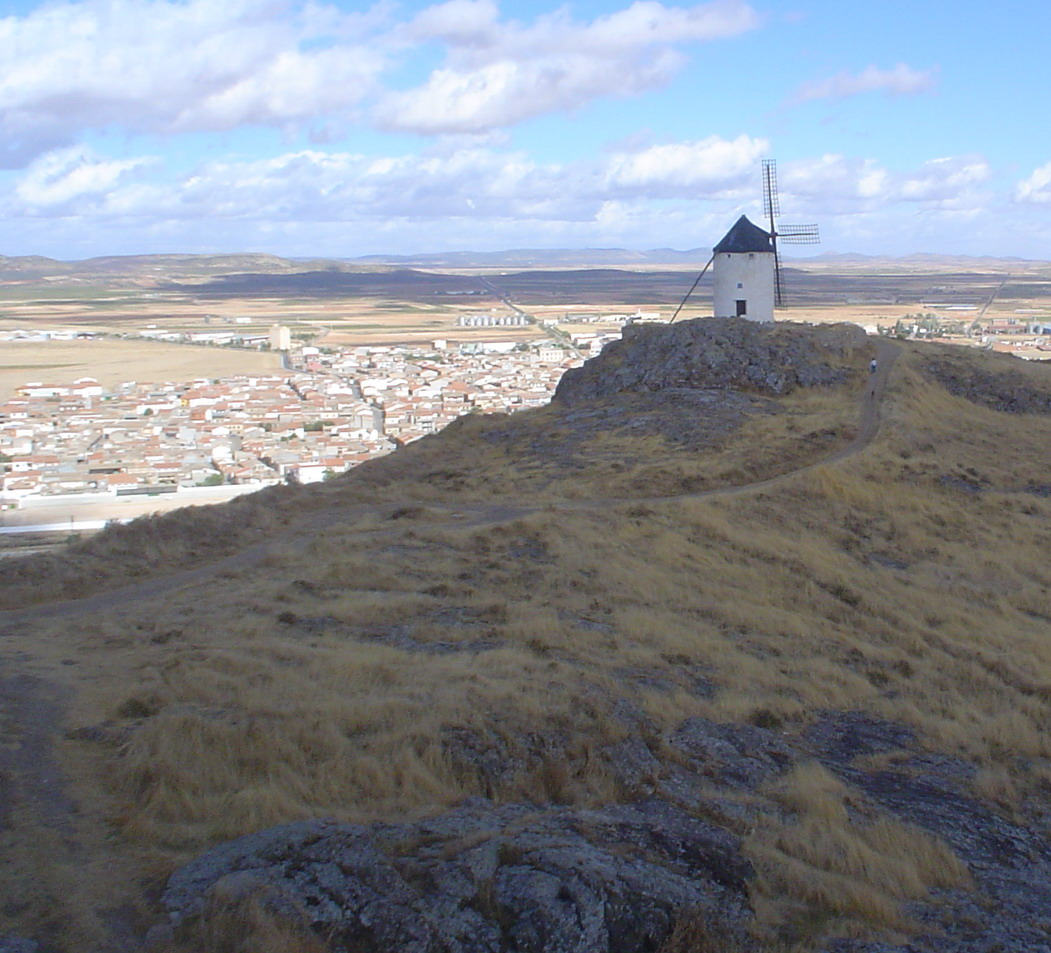
Un des moulins avec Consuegra à l'arrière-plan
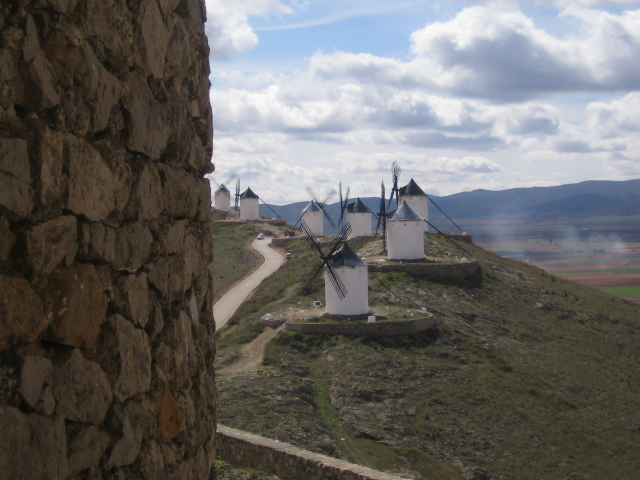
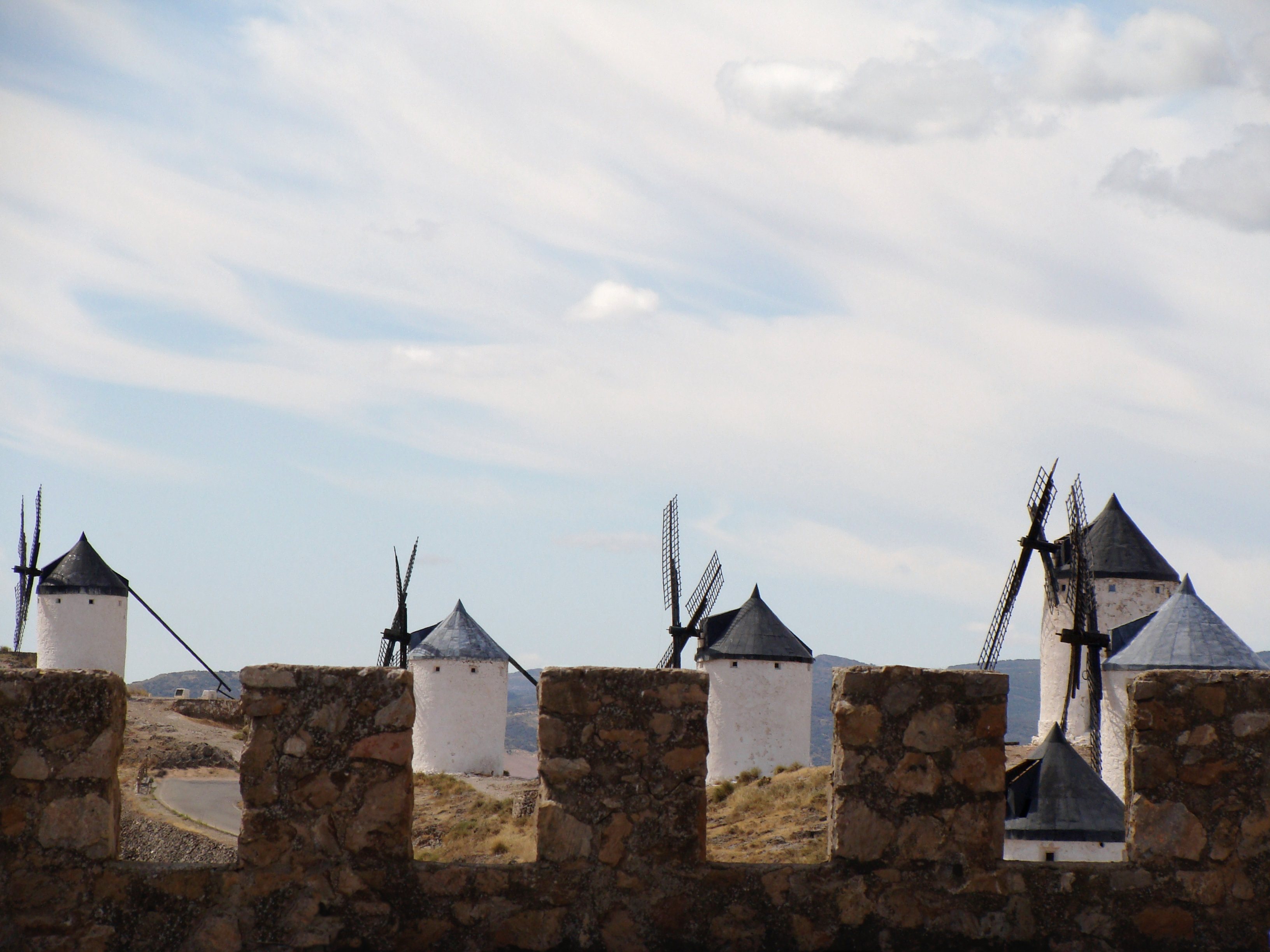